# Diaphus mollis
Diaphus mollis és una espècie de peix de la família dels mictòfids i de l'ordre dels mictofiformes.

## Morfologia
- Els mascles poden assolir 6,6 cm de longitud total.[4][5]

## Reproducció
Assoleix la maduresa sexual quan arriba als 3 cm de longitud.

## Depredadors
És depredat per Stenella attenuata.

## Hàbitat
És un peix marí i d'aigües profundes que viu entre 50-600 m de fondària.

## Distribució geogràfica
Es troba des del Marroc fins a Namíbia, des del Canadà fins a l'Argentina, a l'Índic, al Pacífic (incloent-hi la Mar de Tasmània) i al Mar de la Xina Meridional.